# Чжан Чжілей — Джозеф Джойс II
Бій Чжан Чжілей — Джозеф Джойс II (англ. Zhilei Zhang vs Joe Joyce II), з назвою око за око (англ. An Eye for an Eye) — професійний боксерський поєдинок-реванш між чемпіоном WBO Interim у важкій вазі Чжаном Чжілеєм і Джозефом Джойсом. Бій відбудеться 23 вересня 2023 року на Вемблі Арені у Лондоні (Велика Британія). Чжан Чжілей здобув перемогу нокаутом в третьому раунді.

## Передумови
15 квітня 2023 року Джозеф Джойс зазнав першої поразки у кар'єрі, поступившись технічним нокаутом у 6-му раунді Чжану Чжілею. Протягом усього поєдинку Чжан завдавав Джойсу потужних ударів лівою рукою, що призвело до сильного набряку під оком британця. Після огляду уродженця Лондона в 6-му раунді лікар британської комісії з питань боксу наказав рефері достроково зупинити бій.
Оскільки у контракті був пункт про обов'язковий реванш у випадку поразки одного з бійців, команда британця скористалася ним. Попри чутки про проведення поєдинку у Пекіні, між командами боксерів була досягнута домовленість про бій у Лондоні.
Перед поєдинком з Джойсем китаєць зазнав першої поразки у кар'єрі, поступившись хорвату Філіпу Хрговичу одностайним рішенням в андеркарді бою Олександр Усик — Ентоні Джошуа II.

## Перебіг поєдинку
Перший раунд пройшов спокійно — жоден з суперників не намагався йти в атаку.
У другому раунді китаєць почав діяти більш агресивно, зумівши донести до цілі потужний лівий прямий. Британець намагався чинити супротив, проте Чжілею вдавалося йти в клінч. Здалеку Чжан був більш точним та ефективним.
У третьому раунді Джойс впав на канвас після потужної двійки від Чжана. Британець намагався підвестись на ноги, проте не зміг зробити це вчасно.